# 似長鰭黃魚
似長鰭黃魚為輻鰭魚綱鱸形目鱸亞目石首魚科的其中一種，分布西太平洋區，包括澳洲及巴布亞紐幾內亞海域，棲息深度可達50公尺，體長可達13.5公分，棲息在沿海。